# Campeonato Peruano de Fútbol de 1956
El Campeonato Peruano de Fútbol de 1956, denominado como «XL Campeonato Profesional», fue la edición número 40 de la Primera División del Perú. Tuvo diez equipos participantes y se jugó bajo el sistema de todos contra todos en dos ruedas.
El campeón del certamen fue el Sporting Cristal, que cumplió su primera participación en el torneo luego de su fundación un año antes; a raíz de esta conquista se le conoce como "el club que nació campeón". El último lugar del certamen fue para Carlos Concha que descendió a la Segunda División. El partido en que Cristal se consagró campeón de este torneo se dio precisamente ante el Carlos Concha en la última jornada, el viernes 7 de diciembre los cerveceros ganaron 4-0 con goles de Luis Navarrete, Carlos Zunino y dos de Faustino Delgado.
Los goleadores del torneo fueron: Daniel Ruiz con 16 goles, Valeriano López con 15 goles, Emilio Salinas con 13 goles, con 11 goles: Faustino Delgado, Rolando Rodrich y Eddie Chiok, con 10 goles: Máximo Vides Mosquera y Juan Bazza.

## Ascensos y descensos
| Posición | Ascendido de Segunda División 1955 |
| -------- | ---------------------------------- |
| 1º       | Carlos Concha                      |

| Posición | Descendido de Primera División 1955 |
| -------- | ----------------------------------- |
| 10º      | Unión Callao                        |

## Equipos participantes
| Club                      | Ciudad | Entrenador             |
| ------------------------- | ------ | ---------------------- |
| Alianza Lima              | Lima   | Adelfo Magallanes      |
| Atlético Chalaco          | Callao | Carlos Torres          |
| Carlos Concha             | Callao | Filpo Núñez            |
| Centro Iqueño             | Lima   | Roberto Scarone        |
| Ciclista Lima             | Lima   | Delfín Benítez Cáceres |
| Deportivo Municipal       | Lima   | Juan Valdivieso        |
| Mariscal Sucre            | Lima   | Alfonso Huapaya        |
| Sport Boys                | Callao | Marcos Calderón        |
| Sporting Cristal          | Lima   | Luis Tirado            |
| Universitario de Deportes | Lima   | Arturo Fernández       |

## Tabla de posiciones
| Pos. | Equipo                    | PJ | PG | PE | PP | GF | GC | DG  | Pts. |
| ---- | ------------------------- | -- | -- | -- | -- | -- | -- | --- | ---- |
| 1°   | Sporting Cristal          | 18 | 13 | 3  | 2  | 43 | 19 | +24 | 29   |
| 2°   | Alianza Lima              | 18 | 11 | 5  | 2  | 42 | 24 | +18 | 27   |
| 3°   | Deportivo Municipal       | 18 | 8  | 4  | 6  | 32 | 30 | +2  | 20   |
| 4°   | Universitario de Deportes | 18 | 7  | 4  | 7  | 34 | 34 | 0   | 18   |
| 5°   | Sport Boys                | 18 | 5  | 6  | 7  | 32 | 26 | +6  | 16   |
| 6°   | Centro Iqueño             | 18 | 6  | 3  | 9  | 23 | 28 | -5  | 15   |
| 7°   | Mariscal Sucre            | 18 | 4  | 6  | 8  | 22 | 26 | -4  | 14   |
| 8°   | Ciclista Lima             | 18 | 6  | 2  | 10 | 24 | 34 | -10 | 14   |
| 9°   | Atlético Chalaco          | 18 | 5  | 4  | 9  | 24 | 40 | -16 | 14   |
| 10°  | Carlos Concha             | 18 | 5  | 3  | 10 | 23 | 38 | -15 | 13   |

PJ = Partidos jugados; PG = Partidos ganados; PE = Partidos empatados; PP = Partidos perdidos; GF = Goles a favor ; GC = Goles en contra; DG = Diferencia de goles; Pts = Puntos
|  | Campeón                          |
|  | Descenso a Segunda División 1957 |
|                             |
| Campeón                     |
| Sporting Cristal 1.º título |

## Goleadores
| Jugador             | Equipo                    | Goles |
| ------------------- | ------------------------- | ----- |
| Daniel Ruiz         | Universitario de Deportes | 16    |
| Valeriano López     | Alianza Lima              | 15    |
| Juan Emilio Salinas | Ciclista Lima             | 13    |
| Faustino Delgado    | Sporting Cristal          | 12    |
| Eddie Chiok         | Sport Boys                | 11    |
| Rolando Rodrich     | Universitario de Deportes | 11    |
| Máximo Mosquera     | Sporting Cristal          | 10    |
| Juan Bazza          | Sport Boys                | 10    |